# Walker Brooke

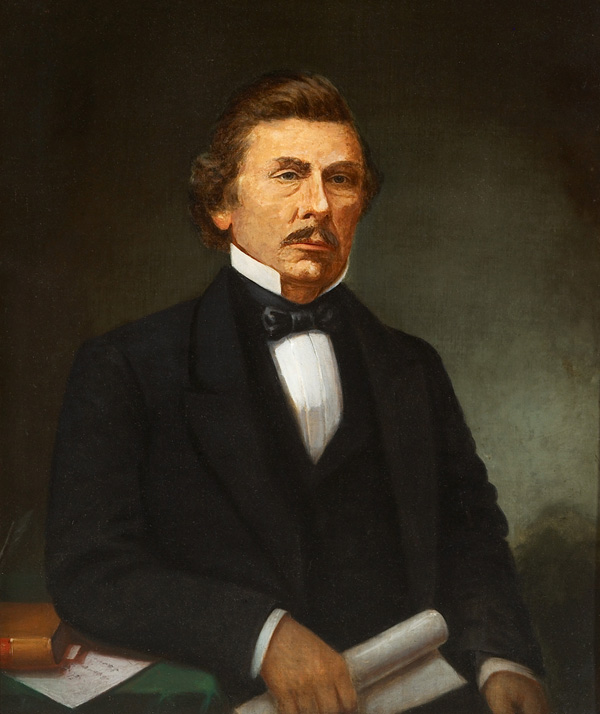
Walker Brooke

Walker Brooke (* 25. Dezember 1813 in Page Brooke, Clarke County, Virginia; † 18. Februar 1869 in Vicksburg, Mississippi) war ein US-amerikanischer Politiker und US-Senator von Mississippi.

## Werdegang
Walker Brooke besuchte die öffentliche Schulen in Richmond, Virginia, sowie Georgetown, D.C. Anschließend graduierte er 1835 an der University of Virginia in Charlottesville, studierte Jura, bekam 1838 seine Zulassung als Anwalt und fing an in Lexington zu praktizieren.
Er begann 1848 eine politische Laufbahn, indem er in das Repräsentantenhaus von Mississippi gewählt wurde. Danach wurde er 1850 in den Senat von Mississippi gewählt, wo er bis 1852 tätig war. Ferner wurde er als Mitglied der Whig Party in den US-Senat gewählt, um die freie Stelle zu besetzen, die durch den Rücktritt von Henry S. Foote entstand. Brooke hatte vom 18. Februar 1852 bis zum 3. März 1853 das Amt inne. Er entschloss sich für eine Wiederwahl nicht anzutreten, so dass er zu seiner Tätigkeit als Anwalt zurückkehrte. Danach zog er 1857 nach Vicksburg, wo er weiter praktizierte.
Er war 1861 ein Delegierter beim staatlichen Verfassungskonvent und wurde im selben Jahr in die Demokratische Partei aufgenommen. Ferner war er 1861 auch ein Deputierter im provisorischen Konföderiertenkongress, wo er dann ein Jahr diente. Außerdem war er ein Mitglied des permanenten Militärgerichts der Konföderiertenstaaten.
Walker Brooke verstarb am 18. Februar 1869 in Vicksburg und wurde auf dem Vicksburg Cemetery beigesetzt.